# Public Garden (EP)
 (février 2024).
Si vous disposez d'ouvrages ou d'articles de référence ou si vous connaissez des sites web de qualité traitant du thème abordé ici, merci de compléter l'article en donnant les références utiles à sa vérifiabilité et en les liant à la section « Notes et références ».
Albums de Dragon Ash
The Day Dragged On
(1997) Mustang!
(1997)
Public Garden (パブリック・ガーデン) est le deuxième EP du groupe de rock japonais Dragon Ash, sorti le 23 avril 1997 au Japon.

## Liste des titres
| No | Titre                               | Durée |
| -- | ----------------------------------- | ----- |
| 1. | Realism II                          | 2:55  |
| 2. | Ability → Normal                    | 3:06  |
| 3. | Fuyu no Michi no Sei (冬ノ道ノセイ) | 3:35  |
| 4. | Future                              | 4:47  |
| 5. | People                              | 3:28  |
| 6. | Niji no Kanata (虹の彼方)           | 3:07  |
| 7. | Addiction                           | 3:01  |
| 8. | Public Garden                       | 4:13  |
| 9. | Cool Around (piste cachée)          | 1:22  |